# 武利平
武利平（1961年—），男，内蒙古凉城人，中国二人台演员，一级演员，国家级非物质文化遗产传承人，被誉为“内蒙古第一笑星”。

## 生平
1972年，成为凉城县乌兰牧骑年龄最小的队员。曾经学习过舞蹈和声乐，并潜心钻研二人台艺术。1985年8月，任凉城县乌兰牧骑队长。9月任乌盟二人台实验剧团副团长。1992年7月，调任内蒙古二人台艺术团副团长，1996年，任团长。

## 社会兼职
1997年，当选为自治区政协委员。为中国戏剧家协会理事、内蒙古自治区戏剧家协会理事。2015年12月，当选内蒙古自治区文联第八届主席团副主席。

## 代表作品

### 二人台
- 《摘花椒》

### 喜剧小品
- 《喜上喜》
- 《卖油》

### 电视剧
- 燕子李三 饰 李德
- 武则天 (1995年电视剧) 饰 王福来
- 杨贵妃秘史 饰 高力士[3]

## 荣誉
- 内蒙古自治区劳动模范 1989
- 国务院特殊津贴 1993
- 国家一级演员 1995
- “德艺双馨”艺术家 1997